# Vance (Karolina Południowa)
Vance – miasto w Stanach Zjednoczonych, w stanie Karolina Południowa, w hrabstwie Orangeburg.